# Cumbre Progresista

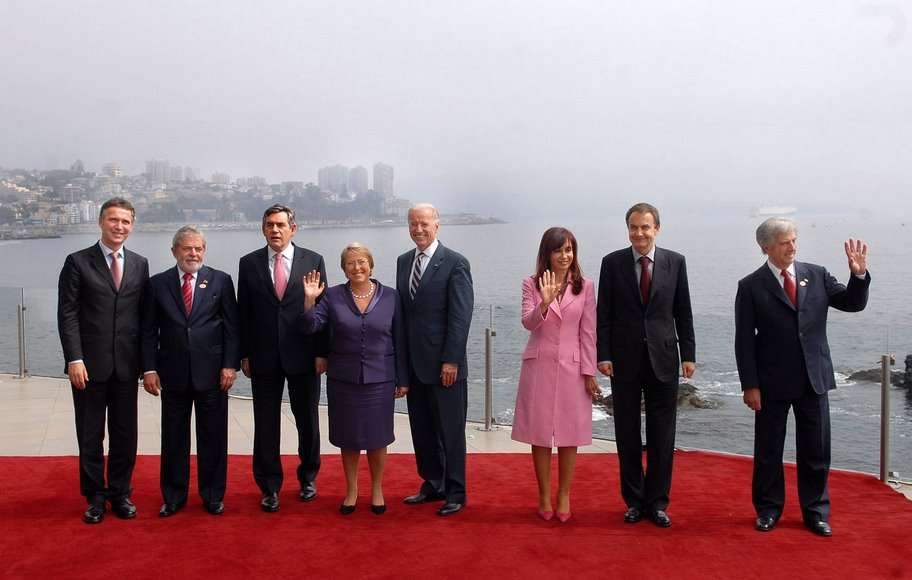
Foto de grupo de los líderes asistentes a la Cumbre Progresista de 2009.

La Cumbre Progresista (en inglés Progressive Governance Summit) es un encuentro de líderes mundiales de centroizquierda que tiene lugar anualmente. Fue creada en 1999, por iniciativa de los entonces mandatarios Tony Blair, del Reino Unido, y Bill Clinton, de Estados Unidos.
La última Cumbre Progresista, la primera que se realizó en Latinoamérica, tuvo lugar en Viña del Mar (Chile) el 27 de marzo de 2009. A ella asistieron los mandatarios de Chile, Michelle Bachelet, Argentina, Cristina Fernández, Brasil, Lula da Silva, Uruguay, Tabaré Vázquez, Reino Unido, Gordon Brown, España, José Luis Rodríguez Zapatero, y Noruega, Jens Stoltenberg. También el vicepresidente estadounidense, Joe Biden.